# Kacapun
Kacapun (cyr. Кацапун) – wieś w Serbii, w okręgu pczyńskim, w gminie Vladičin Han. W 2011 roku liczyła 47 mieszkańców.